# Рікардо Хуарес
Рікардо Хуарес (англ. Ricardo Juarez; нар. 15 квітня 1980, Х'юстон) — американський професійний боксер, призер Олімпійських ігор, чемпіон світу серед аматорів (1999).

## Аматорська кар'єра
Рікардо Хуарес двічі (1999,2000) виграв чемпіонат США серед аматорів у напівлегкій вазі.
1999 року Хуарес взяв участь в чемпіонаті світу, що пройшов у його рідному місті, на якому переміг Бахтіяра Тільгенова (Казахстан), Фалька Густе (Німеччина), Алекса Артура (Шотландія), в півфіналі був сильнішим за Рамазана Паліані (Туреччина) — 6-5, а в фіналі переміг Тулкунбая Тургунова (Узбекистан) — 13-2.

### Виступ на Олімпіаді 2000
- У першому раунді переміг Біжана Батмані (Іран) — за явною перевагою
- У другому раунді переміг Фалька Густе (Німеччина) — 17-15
- У чвертьфіналі переміг Сомлук Камсінг (Таїланд) — за явною перевагою
- У півфіналі переміг Каміля Джамалутдінова (Росія) — 23-12
- У фіналі програв Бекзату Саттарханову (Казахстан) — 14-22 і зайняв друге місце.

## Професіональна кар'єра
Дебютував на профірингу 13 січня 2001 року.
За 2001 — 2003 роки провів 19 переможних боїв, з яких 14 завершив нокаутом, і 22 листопада 2003 року завоював вакантний титул чемпіона континентальної Америки за версією WBC.
17 липня 2004 року Хуарес зустрівся в бою з найнебезпечнішим на той момент суперником, непереможним американцем Захіром Рахімом (25-0, 15KO), і здобув перемогу одностайним рішенням.
20 серпня 2005 року відбувся бій Рікардо Хуарес — Умберто Сото (Мексика) за титул тимчасового чемпіона світу за версією WBC в напівлегкій вазі. Результатом поєдинку стала перемога Сото одностайним рішенням. Хуарес зазнав першої в професійній кар'єрі поразки.
20 травня 2006 року зустрівся в бою з чемпіоном світу за версією WBC в другій напівлегкій вазі Марко Антоніо Баррера і зазнав поразки в напруженому бою розділеним рішенням. Хуарес вимагав реваншу, і Баррера досить легко погодився дати Хуаресу другий шанс. Другий бій Хуарес — Баррера відбувся 16 вересня 2006 року, і цього разу Баррера впевнено переміг одностайним рішенням суддів.
3 листопада 2007 року відбувся бій Рікардо Хуареса з Хуаном Мануелем Маркесом (Мексика), який відібрав у Баррери звання чемпіона світу за версією WBC. Маркес домінував в поєдинку і здобув впевнену перемогу одностайним рішенням.
28 лютого 2009 року Хуарес завершив внічию бій з чемпіоном світу за версією WBA в напівлегкій вазі індонезійцем Крісом Джоном, який проводив десятий захист чемпіонського титулу. Хуарес і Джон домовились про реванш, і 19 вересня 2009 року Джон переміг одностайним рішенням суддів.
Після другого бою з Джоном Хуарес провів ще вісім боїв, в яких зазнав шість поразок.